# Bataille de Sybota
Guerre du Péloponnèse
Batailles
- Sybota
- Potidée
- Chalcis
- Patras
- Naupacte
- Mytilène
- Tanagra
- Étolie
- Olpae
- Idomene
- Pylos
- Sphactérie
- Délion
- Amphipolis
- Mantinée
- Mélos
- Expédition de Sicile
- Symi
- Érétrie
- Cynosséma
- Abydos
- Cyzique
- Notion
- Arginuses
- Aigos Potamos

La bataille de Sybota opposa Corcyre (ancienne colonie corinthienne appuyée par Athènes) et Corinthe en 433 av. J.-C. au large de l'île de Corcyre, dans l'actuelle Grèce.
Selon Thucydide, il s'agit, lors de son déroulement, de la plus grande bataille navale entre des cités grecques qui ait existé. Elle fut l'un des événements débouchant sur la guerre du Péloponnèse et donna lieu quasi immédiatement à la bataille de Potidée.